# Concert du nouvel an 1975 à Vienne
Le concert du nouvel an 1975 de l'orchestre philharmonique de Vienne, qui a ieu le 1er janvier 1975, est le 35e concert du nouvel an donné au Musikverein, à Vienne, en Autriche. Il est dirigé pour la 21e fois consécutive par le chef d'orchestre autrichien Willi Boskovsky.
Johann Strauss II y est toujours le compositeur principal et son père Johann clôt le concert avec sa célèbre Marche de Radetzky. Pour la première fois depuis 1943, aucune œuvre de son frère Josef n'est interprétée.
Seule une pièce sur les dix-huit au total est jouée pour la première fois au concert du nouvel an.

## Programme
Les pièces suivies d'un astérisque (*) sont jouées pour la première fois.

### Première partie
1. Johann Strauss II : ouverture de l'opérette Waldmeister
2. Johann Strauss II : Bei uns z’Haus, valse pour chœur masculin et orchestre, op. 361
3. Johann Strauss II : Stadt und Land, polka-mazurka, op. 322
4. Johann Strauss II : So ängstlich sind wir nicht!, polka rapide, op. 413
5. Johann Strauss II : Liebeslieder, valse, op. 114
6. Johann Strauss II : Explosions-Polka, polka rapide, op. 43

### Deuxième partie
1. Johann Strauss II : ouverture de l'opérette La Chauve-Souris
2. Johann Strauss II : Sinngedichte, valse, op. 1*
3. Johann Strauss II : Annen-Polka, polka, op. 117
4. Johann Strauss II : Leichtes Blut, polka rapide, op. 319
5. Johann Strauss II : Wein, Weib und Gesang, valse, op. 333
6. Johann Strauss II : Auf der Jagd, polka rapide, op. 373
7. Johann Strauss II : csárdás du Chevalier Pásmán, op. 441
8. Johann Strauss II : Kaiserwalzer, valse, op. 437
9. Johann Strauss II : Perpetuum mobile. Ein musikalischer Scherz, scherzo, op. 257

### Rappels
1. Johann Strauss II : Vergnügungszug, polka rapide, op. 281
2. Johann Strauss II : Le Beau Danube bleu, valse, op. 314
3. Johann Strauss : Marche de Radetzky, marche, op. 228